# Albert Perrin
Albert Perrin, né le 8 octobre 1885 à Curtin (Isère) et mort le 15 mai 1939 à Paris (Seine), est un homme politique français.

## Biographie
Albert Perrin naît le 8 octobre 1885 à Curtin dans une famille de cultivateurs dont il est le fils unique, de Jean Marie Perrin et de Marie Cottin. Il est diplômé de l'École des sciences politiques et devient avocat à la Cour d'appel de Paris.
À l'appel de sa classe, il est réformé au service militaire mais il s'engage et sert comme infirmier durant la Première Guerre mondiale.
À son retour, il est élu maire puis conseiller général en 1919 ; il se préoccupera principalement des problèmes de transports et des infrastructures qui vont avec au sein de l'assemblée départementale.
Albert Perrin se présente aux législatives de 1928 dans la 2e circonscription de La Tour-du-Pin. Il est élu député avec 7.501 voix contre 4.891 pour Édouard Bovier-Lapierre, alors qu'il était en tête au 1er tour.
Il est reconduit dès le 1er tour aux législatives de 1932 avec 8.113 voix contre 1.668 pour son rival le plus proche.
Le 7 juillet 1933 à Paris 15e, il épouse Simone Camus.
Albert Perrin est réélu au second tour des législatives de 1936 avec 5.973 voix contre 2.523 pour M. Boussey.
Le 15 mai 1939 en son domicile 61 avenue Félix Faure, il meurt prématurément d'un mal qui le rongeait lentement et laisse un jeune enfant derrière lui. C'est André Ray qui lui succède dans la 2e circonscription de La Tour-du-Pin.

## Mandats parlementaires
- 29 avril 1928 - 31 mai 1932 : Député de l'Isère
- 1er mai 1932 - 31 mai 1936 : Député de l'Isère
- 3 mai 1936 - 15 mai 1939 : Député de l'Isère